# José Della Torre
José Della Torre (San Isidro, 1906. március 23. – Lanús, 1979. július 31.), világbajnoki ezüstérmes argentin válogatott labdarúgó.
Az argentin válogatott tagjaként részt vett az 1930-as világbajnokságon.

## Sikerei, díjai
Argentína
- Világbajnoki döntős (1): 1930

## Külső hivatkozások
- José Della Torre a FIFA.com honlapján Archiválva 2013. január 11-i dátummal a Wayback Machine-ben